# Conforto
Pour les articles homonymes, voir Conforto (homonymes).

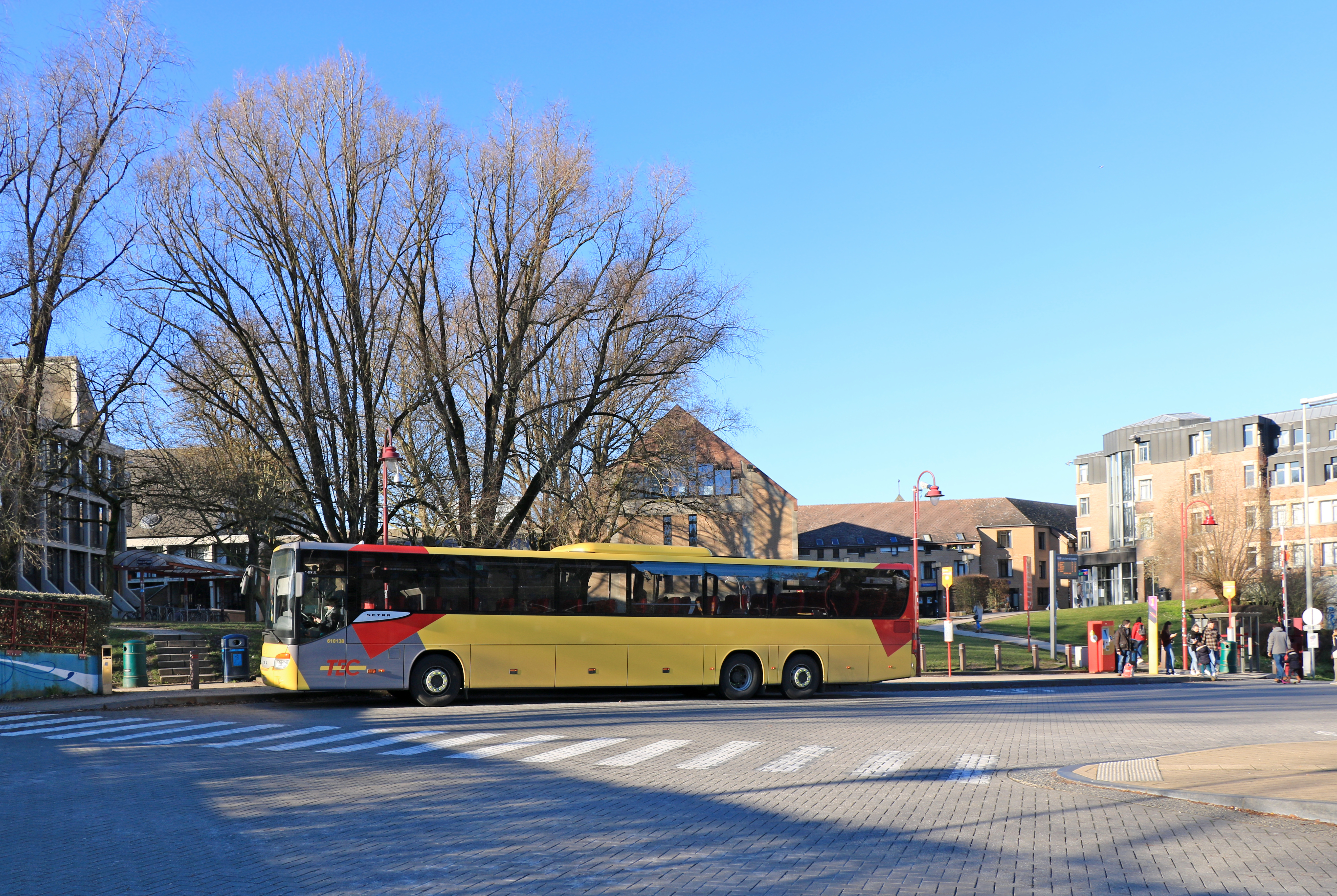
Autobus Conforto à Louvain-la-Neuve.

Le Conforto du TEC Brabant wallon est un ensemble de lignes d'autobus express en province du Brabant wallon.
Trois lignes sont exploitées : 
- Conforto qui relie Louvain-la-Neuve à Ixelles; elle a été mise en service le 16 septembre 2002[1]

- Conforto Bis qui relie Louvain-la-Neuve à Woluwe; elle a été mise en service le 3 novembre 2008[2].

- Conforto 3 qui relie le parking Walibi à Auderghem Hermann-Debroux; elle a été mise en service le 5 mars 2018[3].

Les trois lignes sont exploitées en semaine uniquement, la tarification est identique aux autres lignes des TEC.

## Conforto Louvain-la-Neuve - Wavre - Ixelles
- Louvain-la-Neuve Gare d'Autobus
- Wavre Boulevard de l'Europe
- Wavre Rue T.Piat
- Wavre Gare
- Wavre Boulevard de l'Europe
- Auderghem Métro Delta
- Ixelles Fraiteur
- Etterbeek Gare
- Ixelles Plaine

## Conforto Bis Louvain-la-Neuve - Wavre - Woluwe
- Louvain-la-Neuve Gare d'Autobus
- Wavre Boulevard de l'Europe
- Wavre Rue T.Piat
- Wavre Gare
- Wavre Boulevard de l'Europe
- Kraainem Kastanjeslaan
- Kraainem Prinsedal
- Kraainem Wilderozenweg
- Woluwe-Saint-Lambert Métro Kraainem
- Woluwe-Saint-Lambert Métro Vandervelde
- Woluwe-Saint-Lambert Métro Roodebeek

## Conforto Trois Wavre - Auderghem
- Wavre WALIBI
- Auderghem Hermann-Debroux

## Dates clés
- 16 septembre 2002, lancement du Conforto à l'occasion de la rentrée universitaire et de la semaine de la mobilité [4].
- 1er octobre 2008, renforcement de l'offre en heure de pointe un bus toutes les 15 minutes, 6 allers et 6 retours supplémentaires par rapport à l'offre actuelle [4]
- 3 novembre 2008, lancement du Conforto Bis [4]
- Février 2009, les Conforto sont autorisés à rouler sur la bande d'arrêt d'urgence lors de pic de circulation, concrètement, les Conforto ne peuvent pas rouler à plus de 50 km/h et une vitesse supérieure de maximum 25 km/h par rapport a celles des voitures qu'il dépasse[4] à la même date Conforto transporte 900 clients par jour et Conforto Bis compte 350 abonnés trois mois après sa mise en service[5].
- 15 février 2010, suppression de l'itinéraire entre Métro Roodebeek (Woluwe) et Zaventem - Diegem les deux derniers parcours vers Louvain-la-Neuve depuis Roodebeek de 22h03 et 23h03 sont supprimés ainsi que les parcours Louvain-la-Neuve - Roodebeek de 5h02 et 21h10[4].
- 1er septembre 2012, mise en service d'un bus de 15 mètres de long, à la suite de la fréquentation toujours plus élevée des Conforto[4]
- 1er septembre 2016, à la suite de réclamations de surcharge[6]:

- 1 parcours supplémentaire (à l'heure de pointe matinale) est ajouté au 52 existants du Conforto pendant les congés scolaires

- 8 parcours supplémentaires (4 le matin et 4 l'après-midi en heure de pointe) sont ajoutés aux 62 existants du Conforto Bis

Ces bus supplémentaires représentent un coût d'environ 182 000 € par an
- 5 mars 2018, lancement de Conforto 3[3],[7], [8],[9].

- 1 Septembre 2020, les lignes sont renumérotées respectivement E11, E12 et E13.

## Fréquentation
Ci-dessous, un tableau reprenant le nombre de voyageurs transportés par jour et le nombre de kilomètres parcourus par jour chaque année (sauf pour les années 2005 et 2006) communiqué sur infotec.be lors des 10 ans d'existence du Conforto
| Année | Voyageurs/jour | Kilomètres/jour |
| ----- | -------------- | --------------- |
| 2004  | 803            | 1636            |
| 2007  | 810            | 1614            |
| 2008  | 878            | 1707            |
| 2009  | 1015           | 1984            |
| 2010  | 1425           | 1984            |
| 2011  | 1613           | 1996            |
| 2012  | 1659           | 2047            |